# 太田謙吉
太田 謙吉（おおた けんきち、1891年 - 1963年）は、日本の造園家、都市計画家。官庁の造園技師として、都市計画における公園緑地行政と、都市近郊の農林業用地の用途向上理論を究明した。

## 人物
滋賀県に生まれる。1917年（大正6年）東京帝国大学農科大学農学科卒業後、明治神宮造営局に入局。神宮の造営にあたる。
1919年から都市計画官制が設けられた際、中央委員会の技手として内務省に入る。1933年から1938年にかけて東京緑地計画協議会技師、1938年から都市計画神奈川地方委員会技師兼地方技師として活躍する一方で、母校帝大農学部の講師として公共緑地学を園芸第二講座において講じた。
緑地計画協議会時代に努力して指定をみた神奈川県大桶山景園地の施設計画及び施工に着手するいっばう、湘南海岸公園の都市計画決定をみるなど、広域緑地計画に大きな功績を残した。
1949年頃官界を退き、横須賀で造園会社をおこした。